# Obdobje Edo
Obdobje Edo (江戸時代, Edo džidai) ali obdobje Tokugava (徳川時代, Tokugava džidai) je obdobje med letoma 1603 in 1867 v zgodovini Japonske, ko je bila Japonska pod oblastjo šogunata Tokugava in 300 regionalnih daimjojev v državi. Za obdobje Edo, ki je izhajalo iz kaosa obdobja Sengoku, so bili značilni gospodarska rast, strog družbeni red, izolacionistična zunanja politika, stabilno prebivalstvo, večni mir in ljudsko uživanje v umetnosti in kulturi. Obdobje izhaja iz imena za Edo (zdaj Tokio), kjer je 24. marca 1603 Tokugava Iejasu uradno ustanovil šogunat. Obdobje se je končalo z obnovo Meidži 3. maja 1868 po padcu Eda.

## Utrditev šogunata
Obdobje Edo ali obdobje Tokugava je obdobje med letoma 1603 in 1867 v zgodovini Japonske, ko je bila Japonska pod vladavino šogunata Tokugava in 300 regionalnih daimjo v državi.
Revolucija se je zgodila od časa šogunata Kamakura, ki je obstajal s cesarskim dvorom (Teno) do Tokugave, ko so samuraji postali nesporni vladarji v tem, kar je zgodovinar Edwin O. Reischauer imenoval »centralizirana fevdalna« oblika šogunata. Pri vzponu novega bakufu je bil Tokugava Iejasu glavni upravičenec dosežkov Ode Nobunage in Tojotomija Hidejošija. Iejasu, ki je že bil močan daimjo (fevdalni gospod), je pridobil s svojim prestopom na bogato regijo Kanto. Ohranil je dva milijona kokujev zemlje, nov sedež v Edu, strateško lociranem grajskem mestu (sodobni Tokio), imel pa je tudi dodatna dva milijona kokujev zemlje in osemintrideset vazalov pod svojim nadzorom. Po Hidejošijevi smrti je Iejasu hitro prevzel nadzor nad klanom Tojotomi.
Iejasujeva zmaga nad zahodnimi daimjoji v bitki pri Sekigahari (21. oktober 1600 ali po japonskem koledarju 15. dan devetega meseca petega leta dobe Keičō) mu je dala nadzor nad celotno Japonsko. Hitro je ukinil številne sovražne hiše daimjo, zmanjšal število drugih, kot je klan Tojotomi, in prerazporedil vojni plen svoji družini in zaveznikom. Iejasu še vedno ni uspelo doseči popolnega nadzora nad zahodnim daimjojem, vendar je njegov prevzem naziva šogun pomagal utrditi sistem zavezništva. Po nadaljnji krepitvi svoje baze moči je leta 1605 postavil svojega sina Hidetado (1579–1632) za šoguna, sebe pa za upokojenega šoguna. Tojotomi so bili še vedno velika grožnja in Iejasu je naslednje desetletje posvetil njihovemu izkoreninjenju. Leta 1615 je vojska Tokugave uničila grad Tojotomijev v Osaki.
Obdobje Tokugava (ali Edo) je Japonski prineslo 250 let stabilnosti. Politični sistem se je razvil v to, kar zgodovinarji imenujejo bakuhan, kombinacija izrazov bakufu in han (domene) za opis vlade in družbe tistega obdobja. V bakuhanu je imel šogun nacionalno oblast, daimjo pa regionalno oblast. To je predstavljalo novo enotnost v fevdalni strukturi, ki je vsebovala vedno večjo birokracijo za upravljanje mešanice centraliziranih in decentraliziranih oblasti. Tokugava je postal močnejši v prvem stoletju vladavine: prerazporeditev zemlje jim je dala skoraj sedem milijonov kokujev, nadzor nad najpomembnejšimi mesti in sistem ocenjevanja zemljišč, ki je prinašal velike prihodke.
Fevdalno hierarhijo so zaključili različni razredi daimjo. Najbližje hiši Tokugava so bile šinpan ali »družinski sorodniki«. Bilo je triindvajset daimjo na mejah dežel Tokugave, vsi neposredno povezani z Iejasujem. Šinpan so imeli večinoma častne nazive in svetovalna mesta v bakufu. Drugi razred hierarhije so bili fudai ali »hišni daimjo«, in so bili pred bitko pri Sekigahari dedni vazali Tokugave, in so bili za njihovo zvesto služenje nagrajeni z zemljišči v bližini posesti Tokugave. Do 18. stoletja je 145 fudajev nadzorovalo veliko manjši han, največji je bil ocenjen na 250.000 kokujev. Člani razreda fudai so zaposlovali večino večjih bakufu pisarn. Sedemindevetdeset hanov je tvorilo tretjo skupino, tozama ( (外様大名, »zunanji daimjo«), nekdanji nasprotniki ali novi zavezniki. Tozama so bili večinoma na obrobju otočja in so skupaj nadzorovali skoraj deset milijonov kokujev produktivne zemlje. Ker so daimjo tozamam najmanj zaupali, so bili najbolj previdno vodeni in velikodušno obravnavani, čeprav so bili izključeni iz osrednjih vladnih položajev.
Šogunat Tokugava ni samo utrdil svojega nadzora nad ponovno združeno Japonsko, temveč je imel tudi moč brez primere nad cesarjem, dvorom, vsemi daimjojii in verskimi redovi. Cesar je veljal za končni vir političnih sankcij za šoguna, ki je bil domnevno vazal cesarske družine. Tokugava je cesarski družini pomagal ponovno pridobiti staro slavo, tako da je obnovil njene palače in ji podelil nova zemljišča. Da bi zagotovili tesno vez med cesarskim klanom in družino Tokugava, je bila Iejasujeva vnukinja leta 1619 imenovana za cesarsko soprogo.
Uveden je bil kodeks zakonov, ki je urejal hiše daimjo. Kodeks je vključeval zasebno vedenje, poroko, obleko, vrste orožja in dovoljeno število vojakov; zahteval, da fevdalci prebivajo v Edu vsako drugo leto (sistem sankin-kōtai); prepovedal gradnjo čezoceanskih ladij; prepovedano je bilo krščanstvo; omejil je število gradov na enega na domeno (han) in določil, da so predpisi bakufu nacionalni zakon. Čeprav daimjo sami po sebi niso bili obdavčeni, so jim redno zaračunavali prispevke za vojaško in logistično podporo ter za projekte javnih del, kot so gradovi, ceste, mostovi in palače. Različni predpisi in dajatve niso le okrepili Tokugave, ampak so tudi izčrpali bogastvo daimjojev in tako oslabili njihovo grožnjo osrednji upravi. Han, nekoč vojaško osredotočena področja, je postal zgolj lokalna upravna enota. Daimjo so imeli popoln upravni nadzor nad svojim ozemljem in njihovimi zapletenimi sistemi podpornikov, birokratov in meščanov. Zvestoba je bila izterjana iz verskih temeljev, ki sta jih Nobunaga in Hidejoši že močno oslabila, z različnimi nadzornimi mehanizmi.

## Zunanjetrgovinski odnosi
Tako kot Hidejoši je Iejasu spodbujal zunanjo trgovino, vendar je bil tudi sumničav do tujcev. Želel je narediti Edo za glavno pristanišče, toda ko je izvedel, da so Evropejci naklonjeni pristaniščem v Kjušuju in da je Kitajska zavrnila njegove načrte za uradno trgovino, je začel nadzorovati obstoječo trgovino in dovolil samo določenim pristaniščem za pretovarjanje določenih vrst blaga.
Začetek obdobja Edo je sovpadal z zadnjimi desetletji trgovskega obdobja Nanban, v katerem je potekala intenzivna interakcija z evropskimi silami na gospodarskem in verskem planu. Na začetku obdobja Edo je Japonska zgradila svoje prve čezoceanske vojne ladje, kot je San Juan Bautista, 500-tonska ladja tipa galeon, ki je prepeljala japonsko veleposlaništvo pod vodstvom Hasekure Cunenage v Ameriko in nato v Evropo. Tudi v tem obdobju je bakufu naročil približno 720 ladij Rdeči tjulenj (朱印船, Šuinsen - jadrnica z rdečim zapečatenim patentom, ki ga je izdal zgodnji šogunat Tokugava), trijambornih in oboroženih trgovskih ladij, za trgovino znotraj Azije. Japonski pustolovci, kot je Jamada Nagamasa, so te ladje uporabljali po vsej Aziji.
"Krščanski problem" je bil dejansko problem nadzora nad krščanskimi daimjoji v Kjušuju in njihove trgovine z Evropejci. Do leta 1612 je bilo šogunovim služabnikom in prebivalcem dežel Tokugave ukazano, naj se odrečejo krščanstvu. Več omejitev je prišlo leta 1616 (omejitev zunanje trgovine z Nagasaki in Hirado, otoka severozahodno od Kjušuja), 1622 (usmrtitev 120 misijonarjev in spreobrnjencev), 1624 (izgon Špancev) in 1629 (usmrtitev na tisoče kristjanov). Nazadnje je edikt o zaprtju dežele iz leta 1635 Japoncem prepovedal potovanje izven Japonske ali, če je kdo odšel, da bi se kdaj vrnili. Leta 1636 so bili Nizozemci omejeni na lokacijo Dedžima, majhen umetni otok - in torej ne na pravo japonsko zemljo - na obali Nagasakija.
Šogunat je menil, da je krščanstvo izjemno destabilizirajoč dejavnik, zato se je odločil, da ga bo napadel. Upor Šimabara 1637–38, v katerem so se nezadovoljni katoliški samuraji in kmetje uprli bakufu – in Edo je poklical nizozemske ladje, da so bombardirale trdnjavo upornikov – je zaznamoval konec krščanskega gibanja. Med uporom Šimabara je bilo po ocenah ubitih 37.000 ljudi (večinoma kristjanov). V 50 letih so šoguni Tokugava zmanjšali število kristjanov na Japonskem skoraj na nič. Vendar so nekateri kristjani preživeli tako, da so odšli v ilegalo, tako imenovani Kakure Kirišitan. Kmalu zatem so bili Portugalci trajno izgnani, člani portugalske diplomatske misije so bili usmrčeni, vsem podložnikom je bilo ukazano, naj se prijavijo v budističnem ali šintoističnem templju, Nizozemci in Kitajci pa so bili omejeni v Dedžimo oziroma v posebno četrt v Nagasakiju. Poleg majhne trgovine nekaterih zunanjih daimjo s Korejo in otoki Rjukju, jugozahodno od glavnih japonskih otokov, so bili do leta 1641 tuji stiki omejeni s politiko sakokuja do Nagasakija.
Zadnji jezuit je bil bodisi ubit ali ponovno spreobrnjen do leta 1644 in do leta 1660 je bilo krščanstvo skoraj popolnoma izkoreninjeno, njegov zunanji politični, gospodarski in verski vpliv na Japonsko pa je postal precej omejen. Samo Kitajska, Nizozemska vzhodnoindijska družba in za kratek čas Angleži so v tem obdobju uživali pravico do obiska Japonske, le v komercialne namene, in so bili omejeni na pristanišče Dedžima v Nagasakiju. Drugi Evropejci, ki so pristali na japonskih obalah, so bili usmrčeni brez sojenja.

## Družba
V obdobju Tokugava je bil družbeni red, ki je temeljil na podedovanem položaju in ne na osebnih zaslugah, tog in zelo formaliziran. Na vrhu so bili cesar in dvorni plemiči (kuge), skupaj s šogunom in daimjo. Pod njimi je bilo prebivalstvo razdeljeno v štiri razrede v sistemu, znanem kot mibunsei (身分制): samuraji na vrhu (približno 5 % prebivalstva) in kmetje (več kot 80 % prebivalstva) na drugi ravni. Pod kmeti so bili obrtniki, še pod njimi, na četrti stopnji, pa trgovci. Na podeželju so živeli le kmetje. Samuraji, obrtniki in trgovci so živeli v mestih, ki so bila zgrajena okoli gradov daimjo, vsak je bil omejen na svoje četrti. Družba Edo je imela izdelano družbeno strukturo, v kateri je vsaka družina poznala svoje mesto in stopnjo prestiža.
Na vrhu sta bila cesar in dvorno plemstvo, nepremagljivo po ugledu, a šibko po moči. Sledili so šogun, daimjo in sloji fevdalcev, katerih položaj je bil razviden iz njihove bližine s Tokugavo. Imeli so moč. Daimjo je sestavljalo približno 250 lokalnih gospodarjev lokalnega »han« z letno proizvodnjo 50.000 ali več kokujev riža. Višji sloji so bili zelo navdušeni nad dodelanimi in dragimi rituali, vključno z elegantno arhitekturo, urejenimi vrtovi, noh dramo, pokroviteljstvom umetnosti in čajnim obredom.
Nato je prišlo 400.000 bojevnikov, imenovanih samuraji, v številnih razredih in stopnjah. Nekaj višjih samurajev je bilo upravičenih do visokih položajev; večina je bila pešcev. Ker je bilo bojev zelo malo, so postali državni uslužbenci, ki jih je plačeval daimjo, z manjšimi nalogami. Samuraji so bili povezani z višjimi lordi v dobro vzpostavljeni verigi poveljevanja. Šogun je imel 17.000 samurajev; vsak daimjo jih je imel na stotine. Večina je živela v skromnih domovih blizu sedeža svojega gospodarja in živela od dednih pravic in plače. Te skupine z visokim statusom so skupaj vključevale japonski vladajoči razred, ki je predstavljal približno 6 % celotnega prebivalstva.
Po dolgem obdobju notranjih konfliktov je bil prvi cilj novoustanovljene vlade Tokugava pomiritev države. Ustvaril je ravnotežje moči, ki je ostalo (dokaj) stabilno naslednjih 250 let, pod vplivom konfucijanskih načel družbenega reda. Večina samurajev je izgubila neposredno posest zemlje: daimjo so prevzeli njihovo zemljo. Samuraji so imeli izbiro: odreči se svojemu meču in postati kmetje ali pa se preseliti v mesto svojega fevdalnega gospoda in postati plačani uslužbenec. Le nekaj kopenskih samurajev je ostalo v obmejnih provincah na severu ali kot neposredni vazali šoguna, 5000 tako imenovanih hatamoto. Daimjo so postavili pod strog nadzor šogunata. Njihove družine so morale prebivati v Edu; sami daimjo so morali eno leto bivati v Edu, naslednje pa v svoji provinci (han). Ta sistem se je imenoval sankin-kōtai.
Nižji razredi so bili razdeljeni na dva glavna segmenta – kmete – 80 % prebivalstva – katerih velik ugled kot proizvajalcev je bil spodkopan zaradi njihovega bremena kot glavnega vira davkov. Bili so nepismeni in so živeli v vaseh, ki so jih nadzorovali imenovani uradniki, ki so skrbeli za mir in pobirali davke. Družina je bila najmanjša pravna oseba, ohranjanje družinskega statusa in privilegijev pa je bilo velikega pomena na vseh ravneh družbe. Posameznik ni imel ločenih zakonskih pravic. Gotōke reidžō iz leta 1711 je bil sestavljen iz več kot 600 zakonov, objavljenih med letoma 1597 in 1696.
Zunaj štirih razredov so bili tako imenovani eta in hinin, tisti, katerih poklici so kršili tabuje budizma. Eta so bili mesarji, usnjarji in pogrebniki. Hinin je služil kot mestni stražar, čistilec ulic in krvnik. Drugi zunanji ljudje so bili berači, zabavljači in prostitutke. Beseda eta se dobesedno prevede kot »nečist« in hinin kot »ne-ljudje«, kar je temeljit odraz stališča drugih razredov, da eta in hinin sploh nista bila človeka. Hininom je bilo dovoljeno bivati le znotraj posebne četrti mesta. Drugo preganjanje hininov je vključevalo prepoved nošenja oblačil, daljših od kolen, in nošenja klobukov. Včasih eta vasi sploh niso bile natisnjene na uradnih zemljevidih. Podrazred hininov, ki so bili rojeni v njihovem družbenem razredu, ni imel možnosti mobilnosti v drug družbeni razred, medtem ko je bil drugi razred hininov, ki je izgubil prejšnji razredni status, lahko ponovno vključen v japonsko družbo. V 19. stoletju je bil skovan krovni izraz burakumin za poimenovanje eta in hinin, ker sta bila oba razreda prisiljena živeti v ločenih vaških soseskah.  Razredi eta, hinin in burakumin so bili uradno ukinjeni leta 1871. Vendar se njihov kulturni in družbeni vpliv, vključno z nekaterimi oblikami diskriminacije, nadaljuje v sodobnem času.

## Gospodarski razvoj
Obdobje Edo je preneslo vitalni komercialni sektor v cvetoča urbana središča, razmeroma dobro izobraženo elito, prefinjeno vladno birokracijo, produktivno kmetijstvo, tesno enotno državo z visoko razvitimi finančnimi in tržnimi sistemi ter nacionalno infrastrukturo cest. Gospodarski razvoj v obdobju Tokugava je vključeval urbanizacijo, povečan ladijski promet blaga, znatno širitev domače in sprva tuje trgovine ter širjenje trgovine in obrtne industrije. Razcvetela se je gradbena obrt, bančništvo in trgovska združenja. Hanske oblasti so vedno bolj nadzorovale naraščajočo kmetijsko proizvodnjo in širjenje podeželske obrti.

### Prebivalstvo
Do sredine 18. stoletja je imel Edo več kot milijon prebivalcev, verjetno največje mesto na svetu v tistem času. Osaka in Kjoto sta imela vsak več kot 400.000 prebivalcev. Zrasla so tudi mnoga druga grajska mesta. Osaka in Kjoto sta postala živahni trgovski in obrtniški središči, medtem ko je bil Edo središče oskrbe s hrano in osnovnimi mestnimi potrošniškimi dobrinami. Okoli leta 1700 je bila Japonska morda najbolj urbanizirana država na svetu, s stopnjo okoli 10–12 %. Polovica te številke bi bili samuraji, druga polovica, sestavljena iz trgovcev in obrtnikov, pa bi bila znana kot čōnin.
V prvem delu obdobja Edo je Japonska doživela hitro demografsko rast, preden se je umirila na okoli 30 milijonov. Med letoma 1720 in 1820 je imela Japonska skoraj ničelno rast prebivalstva, kar se pogosto pripisuje nižji stopnji rodnosti kot odgovor na razširjeno lakoto (velika lakota Tenmei 1782-1788), vendar so nekateri zgodovinarji predstavili različne teorije, kot je visoka stopnja detomorov z umetnim nadzorom prebivalstva. Okrog leta 1721 je bilo prebivalstvo Japonske blizu 30 milijonov, približno 150 let pozneje pa je bila ta številka okoli 32 milijonov okoli obnove Meidži. Od leta 1721 so potekale redne nacionalne raziskave prebivalstva do konca šogunata Tokugava. Poleg tega regionalne raziskave in verski zapisi, ki so bili sprva zbrani za izkoreninjenje krščanstva, prav tako zagotavljajo dragocene demografske podatke.

### Gospodarstvo in finančne storitve
Obdobje Tokugava je prineslo mir in to je prineslo blaginjo 31-milijonskemu narodu, od tega 80 % pridelovalcev riža. Proizvodnja riža se je stalno povečevala, vendar je prebivalstvo ostalo stabilno. Riževa polja so narasla z 1,6 milijona čō leta 1600 na 3 milijone do leta 1720. Izboljšana tehnologija je kmetom pomagala nadzorovati nadvse pomemben pretok vode na njihova polja. Daimjoji so upravljali več sto grajskih mest, ki so postala središča domače trgovine.
Sistem sankin kōtai je pomenil, da so daimjoji in njihove družine pogosto prebivali v Edu ali potovali nazaj na svoja področja, kar je povzročilo povpraševanje na ogromnem potrošniškem trgu v Edu in trgovini po vsej državi. Samuraji in daimjoji so po daljšem miru navajeni bolj dovršenega življenjskega sloga. Da bi sledili naraščajočim izdatkom, so bakufu in daimjo pogosto spodbujali komercialne pridelke in artefakte znotraj svojih domen, od tekstila do čaja. Koncentracija bogastva je povzročila tudi razvoj finančnih trgov. Ker je šogunat dovoljeval daimjom samo prodajo presežkov riža v Edu in Osaki, so se tam razvili obsežni riževi trgi. Vsak daimjo je imel tudi glavno mesto, ki je bilo blizu enega gradu, ki so ga smeli vzdrževati. Daimjoji bi imel zastopnike v različnih komercialnih središčih, ki bi prodajali riž in pridelke za gotovino, ki bi jih pogosto zamenjali za dobroimetje na papirju, ki bi ga lahko unovčili drugje. Trgovci so izumili kreditne instrumente za prenos denarja in valuta je prišla v splošno uporabo. V mestih so cehi trgovcev in obrtnikov zadovoljili naraščajoče povpraševanje po blagu in storitvah.
Trgovci so imeli ogromno koristi, zlasti tisti z uradnim pokroviteljstvom. Vendar se je neokonfucijanska ideologija šogunata osredotočala na vrline varčnosti in trdega dela; imela je tog razredni sistem, ki je poudarjal poljedelstvo in preziral trgovino in trgovce. Stoletje po ustanovitvi šogunata so se začele pojavljati težave. Samuraji, ki jim je bilo prepovedano ukvarjati se s kmetovanjem ali posli, vendar so si lahko izposojali denar, so si izposojali preveč, nekateri so prevzeli obstranska dela kot telesni stražarji trgovcev, izterjevalcev ali obrtnikov. Bakufu in daimjo so zbirali od kmetov, niso pa obdavčili poslov, zato so tudi padli v dolgove, pri čemer so se nekateri trgovci specializirali za posojanje daimjojem. Vendar pa je bilo nepredstavljivo dvigniti davčno poslovanje, saj bi zaslužili denar s »parazitskimi« dejavnostmi, dvignili prestiž trgovcev in znižali status vlade. Ker niso plačevali rednih davkov, so nekateri trgovci na prisilne finančne prispevke daimyojem gledali kot na strošek poslovanja. Bogastvo trgovcev jim je dalo določeno stopnjo ugleda in celo moč nad daimjoji.
Do leta 1750 so naraščajoči davki spodbudili kmečke nemire in celo upore. Narod se je moral nekako spopasti s samurajskimi oklepi in primanjkljaji v zakladnici. Finančne težave samurajev so spodkopale njihovo zvestobo sistemu, prazna zakladnica pa je ogrozila celoten vladni sistem. Ena od rešitev je bila reakcionarna – znižanje samurajskih plač in prepoved zapravljanja za luksuz. Druge rešitve so bile posodobitvene, s ciljem povečanja agrarne produktivnosti. Osmi šogun Tokugava Jošimune (na položaju 1716–1745) je bil precej uspešen, čeprav je moral velik del njegovega dela med letoma 1787 in 1793 znova opraviti šogunov glavni svetnik Macudaira Sadanobu (1759–1829). Drugi šoguni so znižali vrednost kovance za plačilo dolgov, kar je povzročilo inflacijo. Na splošno, medtem ko je bila trgovina (domača in mednarodna) živahna in so se v obdobju Edo razvile prefinjene finančne storitve, je šogunat ostal ideološko osredotočen na pošteno kmetijsko delo kot osnovo družbe in ni nikoli poskušal razviti trgovske ali kapitalistične države.
Do leta 1800 je komercializacija gospodarstva hitro rasla in v nacionalno gospodarstvo vključila vedno več oddaljenih vasi. Pojavili so se bogati kmetje, ki so zamenjali riž za visoko dobičkonosne komercialne pridelke in se ukvarjali z lokalnim posojanjem denarja, trgovino in proizvodnjo v malem obsegu. Bogati trgovci so bili pogosto prisiljeni »posoditi« denar šogunatu ali daimjosu (pogosto ga nikoli niso vrnili). Pogosto so morali skrivati svoje bogastvo, nekateri pa so iskali višji družbeni status tako, da so se z denarjem poročili v razred samurajev. Obstaja nekaj dokazov, da se je proti koncu obdobja Edo, ko so trgovci pridobili večji politični vpliv, toga razredna delitev med samuraji in trgovci začela krhati.
Nekaj domen, zlasti Čōsū in Sacuma, je uporabilo inovativne metode za obnovitev svojih financ, vendar je večina še bolj potonila v dolgove. Finančna kriza je sprožila reakcionarno rešitev proti koncu »dobe Tempo« (1830-1843), ki jo je razglasil glavni svetovalec Mizuno Tadakuni. Zvišal je davke, obsojal razkošje in poskušal ovirati rast poslovanja; ni uspel in mnogim se je zdelo, da je nadaljnji obstoj celotnega sistema Tokugava ogrožen.

#### Kmetijstvo
Riž je bil osnova gospodarstva. Približno 80 % ljudi je bilo pridelovalcev riža. Proizvodnja riža se je stalno povečevala, vendar je prebivalstvo ostalo stabilno, zato se je blaginja povečala. Riževa polja so narasla z 1,6 milijona 'čō leta 1600 na 3 milijone do leta 1720. Izboljšana tehnologija je kmetom pomagala nadzorovati nadvse pomemben pretok namakanja na njihova polja. Daimjo je upravljal več sto grajskih mest, ki so postala središča domače trgovine.
Razvili so se veliki riževi trgi, osredotočeni na Edo in Osako. V mestih so cehi trgovcev in obrtnikov zadovoljili naraščajoče povpraševanje po blagu in storitvah. Trgovci, čeprav nizkega statusa, so uspevali, zlasti tisti z uradnim pokroviteljstvom. Trgovci so izumili kreditne instrumente za prenos denarja, valuta je prišla v splošno uporabo, krepitev kreditnega trga pa je spodbudila podjetništvo. Daimjo je pobiral davke od kmetov v obliki riža. Davki so bili visoki, pogosto okoli 40-50 % pridelka. Riž so prodajali na tržnici fudasaši (posrednik riža) v Edu. Daimjo je za zbiranje denarja uporabil terminske pogodbe za prodajo riža, ki sploh še ni bil pobran. Te pogodbe so bile podobne sodobnemu trgovanju s terminskimi pogodbami.
V obdobju Edo je Japonska razvila napredno politiko gospodarjenja z gozdovi. Povečano povpraševanje po lesnih virih za gradnjo, ladjedelništvo in gorivo je povzročilo obsežno krčenje gozdov, kar je povzročilo gozdne požare, poplave in erozijo tal. Kot odgovor je šogun okoli leta 1666 uvedel politiko zmanjšanja sečnje in povečanega sajenja dreves. Politika je določala, da sta lahko samo šogun in daimjo dovolila uporabo lesa. Do 18. stoletja je Japonska razvila podrobna znanstvena spoznanja o gojenju in plantažnem gozdarstvu.

## Umetniški in intelektualni razvoj

### Izobraževanje
Prvi šogun Iejasu je ustanovil konfucijanske akademije v svojih domenah šinpan, drugi daimjoji pa so sledili temu v svojih domenah in ustanovili tako imenovane šole han (藩校, hankō). V eni generaciji so bili skoraj vsi samuraji pismeni, saj je njihova kariera pogosto zahtevala poznavanje literarne umetnosti. Te akademije so bile večinoma zaposlene z drugimi samuraji, skupaj z nekaterimi budističnimi in šintoističnimi duhovniki, ki so bili prav tako poučeni o neokonfucijanstvu in delih Džu Šija. Poleg kandžijev (kitajskih pismenk), konfucijanskih klasikov, kaligrafije, osnov aritmetike in bontona so se samuraji v šolah učili tudi različnih borilnih in vojaških veščin.
Čōnin (町人, »meščan« - mestni trgovci in obrtniki) so bili pokrovitelji sosedskih šol, imenovanih terakoja (寺子屋, »tempeljske šole«, zasebne osnovne šole). Kljub temu, da je bila v templjih, je kurikulum terakoja vseboval osnovno pismenost in aritmetiko, namesto literarne umetnosti ali filozofije. Visoka stopnja urbane pismenosti v Edu je prispevala k razširjenosti romanov in drugih literarnih oblik. V mestnih območjih otroke pogosto poučujejo samuraji brez mojstra, medtem ko so na podeželju poučevali duhovniki iz budističnih templjev ali šintoističnih svetišč. Za razliko od mest so se na japonskem podeželju izobraževali samo otroci uglednih kmetov.
V Edu je šogunat ustanovil več šol pod svojim neposrednim pokroviteljstvom, najpomembnejša je bila neokonfucijanska Šōheikō (昌平黌), ki je delovala kot de facto elitna šola za svojo birokracijo, hkrati pa je ustvarila mrežo alumnov iz vse države. Šola je imela tri vrste učencev: neposredne pripravnike šogunske birokracije (稽古人, Keikonin), stalne pripravnike (書生, šosei) in proste poslušalce (聴聞人, čōmondžin), ki so obiskovali le odprte lekcije. Poleg Šoheiko so druge pomembne neposredno vodene šole ob koncu šogunata vključevale Vagakukōdanšo (和学講談所, »Inštitut predavanj japonskih klasikov«), specializirano za japonsko domačo zgodovino in literaturo, ki je vplivala na vzpon kokugakuja (Kjūdžitai: 國學, Šindžitai: 国学; dobesedno »nacionalna študija« je bilo akademsko gibanje, šola japonske filologije in filozofije) in Igakukan (医学間, »medicinski inštitut«), ki se osredotoča na kitajsko medicino.
Ena ocena pismenosti v Edu kaže, da je do tretjina moških znala brati, skupaj s šestino žensk. Druga ocena pravi, da je bilo 40 % moških in 10 % žensk do konca obdobja Edo pismenih. Po drugi oceni je bilo okoli leta 1800 pismenih skoraj 100 % razreda samurajev in približno 50 % do 60 % razreda čōnin (obrtniki in trgovci) ter razreda nōmin (kmečki). Nekateri zgodovinarji so relativno visoki stopnji pismenosti na Japonskem delno pripisali zasluge za njen hiter razvoj po obnovi Meidži.
Ker je bila stopnja pismenosti tako visoka, da je veliko običajnih ljudi lahko bralo knjige, knjige v različnih žanrih, kot so kuhanje, vrtnarjenje, potovalni vodniki, umetniške knjige, scenariji za bunraku (lutkovno gledališče), kibjōši (satirični romani), šarebon (knjige o urbanih kulturah), objavljeni so bili kokeibon (stripi), nindžōbon (ljubezenski roman), jomihon (knjige s poudarkom na besedilu) in kusazōši (zajema različne žanre priljubljene ilustrirane literature, natisnjene na lesene bloke). V Edu je bilo od 600 do 800 knjigarn za izposojo in ljudje so si izposojali ali kupovali te tiskane knjige. Najbolje prodajane knjige v tem obdobju so bile Kōšoku Ičidai Otoko (Življenje zaljubljenega moškega) avtor Ihare Saikaku, Nansō Satomi Hakkenden, avtor Takizave Bakina in Tōkaidōčū Hizakurige, avtor Jippenša Iku in te knjige so bile večkrat ponatisnjene

### Filozofija in religija
Razcvet neokonfucijanstva je bil glavni intelektualni razvoj obdobja Tokugava. Konfucijanske študije so na Japonskem dolgo ohranjali aktivni budistični kleriki, toda v obdobju Tokugava je konfucijanstvo izstopil izpod budističnega verskega nadzora. Ta miselni sistem je povečal pozornost na posvetni pogled na človeka in družbo. Etični humanizem, racionalizem in zgodovinska perspektiva neokonfucijanske doktrine so pritegnili uradniški razred. Do sredine 17. stoletja je bil neokonfucijanizem prevladujoča pravna filozofija na Japonskem in je neposredno prispeval k razvoju miselne šole kokugaku (nacionalno učenje).
Napredne študije in naraščajoče uporabe neokonfucijanizma so prispevale k prehodu družbenega in političnega reda iz fevdalnih norm v prakse, usmerjene v razred in velike skupine. Vladavino ljudstva oziroma konfucijanskega človeka je postopoma zamenjala pravna država. Razviti so bili novi zakoni in uvedene so bile nove upravne naprave. Nova teorija vlade in nova vizija družbe sta se pojavili kot sredstvo za utemeljitev celovitejšega upravljanja s strani bakufuja. Vsaka oseba je imela posebno mesto v družbi in od nje se je pričakovalo, da bo delala za izpolnitev svojega življenjskega poslanstva. Ljudem naj bi dobrohotno vladali tisti, ki jim je bila dodeljena dolžnost, da vladajo. Vlada je bila močna, a odgovorna in humana. Čeprav je na razredni sistem vplival neokonfucijanizem, mu ni bil enak. Medtem ko so bili vojaki in duhovščina v kitajskem modelu na dnu hierarhije, so na Japonskem nekateri člani teh razredov sestavljali vladajočo elito.
Člani razreda samurajev so se držali tradicij buši s prenovljenim zanimanjem za japonsko zgodovino in gojenjem poti konfucijanskih učenjakov-administratorjev. V mestih, kot so Osaka, Kjoto in Edo, je nastala posebna kultura, znana kot čōnindō (»pot meščanov«). Spodbujal je težnjo po lastnostih bušida – marljivosti, poštenosti, časti, zvestobi in varčnosti – medtem ko je mešal šintoistična, neokonfucijanska in budistična prepričanja. Spodbujal se je tudi študij matematike, astronomije, kartografije, tehnike in medicine. Poudarek je bil na kakovosti izdelave, predvsem v umetnosti.
Budizem in šintoizem sta bila še vedno pomembna. Budizem je skupaj z neokonfucijanizmom zagotovil standarde družbenega obnašanja. Čeprav budizem ni bil tako politično močan, kot je bil v preteklosti, so višji sloji še naprej zagovarjali budizem. Prepovedi krščanstva so koristile budizmu leta 1640, ko je bakufu ukazal, da se morajo vsi prijaviti v tempelj. Toga ločitev družbe Tokugava na han, vasi, okrožja in gospodinjstva je pomagala ponovno potrditi lokalne šintoistične navezanosti. Šintoizem je zagotavljal duhovno podporo političnemu redu in je bil pomembna vez med posameznikom in skupnostjo. Pomagal je ohranjati tudi občutek nacionalne identitete.
Šintoizem je sčasoma prevzel intelektualno obliko, ki sta jo oblikovala neokonfucijanski racionalizem in materializem. Gibanje kokugaku je nastalo iz interakcije teh dveh sistemov prepričanj. Kokugaku je prispeval k nacionalizmu moderne Japonske, osredotočenemu na cesarja in oživitvi šintoizma kot nacionalne vere v 18. in 19. stoletju. Kodžiki, Nihon Šoki in Man'jošu so bila na novo preučena besedila v iskanju japonskega duha. Nekateri puristi v gibanju kokugaku, kot je Motoori Norinaga, so celo kritizirali konfucijanske in budistične vplive – v bistvu tuje vplive – zaradi onesnaženja starodavnih navad Japonske. Japonska je bila dežela kamijev in je imela kot taka posebno usodo.
V tem obdobju je Japonska preučevala zahodne znanosti in tehnike (imenovane rangaku, »nizozemske študije«) prek informacij in knjig, ki jih je prejela od nizozemskih trgovcev v Dedžimi. Glavna področja, ki so jih preučevali, so vključevala geografijo, medicino, naravoslovje, astronomijo, umetnost, jezike, fizične vede, kot je preučevanje električnih pojavov in mehanske vede, kot je prikazano v razvoju japonskih urnih ur ali vadokei, ki so jih navdihnile zahodne tehnike. Med tistimi, ki so takrat študirali strojništvo, velja posebej omeniti Tanaka Hisašigeja, ustanovitelja Toshibe. Zaradi tehnične izvirnosti in prefinjenosti njegove letne ure Mjriad in lutke karakuri ju je še danes težko obnoviti in veljata za visoko mehansko dediščino pred modernizacijo Japonske.

### Umetnost, kultura in zabava
Na področju umetnosti se je uveljavila šola Rinpa. Za slike in obrti šole Rinpa so značilni zelo dekorativni in razkošni motivi z uporabo zlatih in srebrnih lističev, drzne kompozicije s poenostavljenimi predmeti, ki jih je treba risati, ponavljajoči se vzorci in igriv duh. Pomembne osebnosti v šoli Rinpa so Hon'ami Kōecu, Tavaraja Sōtacu, Ogata Kōrin, Sakai Hōicu in Suzuki Kiicu. Poleg šole Rinpa sta Marujama Ōkjo in Itō Džakučū znana po svojih realističnih slikarskih tehnikah. Svoja dela so izdelovali pod pokroviteljstvom premožnih trgovcev, ki so na novo izšli iz gospodarskega razvoja tega obdobja. Po obdobju Azuči-Momojama so slikarji šole Kano risali slike na stene in fusume gradov in templjev s podporo vplivnih ljudi.
Zaradi konca državljanske vojne in razvoja gospodarstva so nastale številne obrti z visoko umetniško vrednostjo. Med razredom samurajev so začeli z orožjem ravnati kot z umetninami, priljubljena je postala oprema japonskega meča in japonski oklepi, lepo okrašeni z lakom tehnike maki-e in kovinskimi rezbarijami. Vsak han (domena daimjoja) je spodbujal izdelavo obrti, da bi izboljšal svoje finance in obrti, kot so pohištvo in inrō, lepo okrašeni z lakom, kovino ali slonovino, so postale priljubljene med bogatimi ljudmi. Domena Kaga, ki ji je navdušeno vladal klan Maeda, se je ukvarjala predvsem s spodbujanjem obrti in območje se še danes ponaša s slovesom, ki v obrti presega Kjoto.
Mestno prebivalstvo je prvič imelo sredstva in prosti čas za podporo nove množične kulture. Njihovo iskanje užitka je postalo znano kot ukijo (lebdeči svet), idealen svet mode, popularne zabave in odkrivanja estetskih lastnosti v predmetih in dejanjih vsakdanjega življenja. To vse večje zanimanje za rekreacijske dejavnosti je pripomoglo k razvoju vrste novih industrij, od katerih jih je veliko mogoče najti na območju, znanem kot Jošivara. Okrožje je bilo znano kot središče Edovega razvijajočega se občutka za eleganco in prefinjenost. Ustanovljeno leta 1617 kot mestno okrožje za prostitucijo, ki ga je odobril šogunat, je ohranilo to oznako približno 250 let. Jošivara je bil dom večinoma žensk, ki so se zaradi nesrečnih okoliščin znašle v tem osamljenem okolju.
Profesionalne ženske zabavljačice (gejše), glasba, priljubljene zgodbe, kabuki (gledališče) in bunraku (lutkovno gledališče), poezija, bogata literatura in umetnost, ki jo ponazarjajo čudoviti leseni tiski (znani kot ukijo-e), so bili del tega razcvet kulture. Literatura je prav tako cvetela z nadarjenimi zgledi dramatika Čikamacuja Monzaemona (1653–1724) in pesnika, esejista in potopisca Macuo Bašōja (1644–94).
Ukijo-e je zvrst slikarstva in grafike, ki se je razvila v poznem 17. stoletju in je sprva upodabljala zabave v okrožjih užitka Edo, kot so kurtizane in kabuki igralci. Harunobu je leta 1765 izdelal prve polnobarvne odtise nišiki-e, oblika, ki je za večino postala sinonim za ukijo-e. Žanr je dosegel vrhunec v tehniki proti koncu stoletja z deli umetnikov, kot sta Kijonaga in Utamaro. Ko se je obdobje Edo končalo, se je razširila velika raznolikost žanrov: bojevniki, narava, folklora in pokrajine Hokusaija in Hirošigeja. Žanr je v preostalem stoletju nazadoval zaradi modernizacije, ki je ukijo-e videla kot staromodnega in zahtevnega za proizvodnjo v primerjavi z zahodnimi tehnologijami. Ukijo-e je bil glavni del vala japonizma, ki je preplavil zahodno umetnost v poznem 19. stoletju.
Za obdobje Edo je bil značilen niz gospodarskih dogodkov brez primere (kljub prekinitvi stikov z zunanjim svetom) in kulturno zorenje, zlasti v smislu gledališča, glasbe in druge zabave. V tem času je bil na primer izumljen poetični meter za glasbo, imenovan kinsei kouta-čō, ki se še danes uporablja v ljudskih pesmih. Na glasbo in gledališče je vplival družbeni prepad med plemiškim in navadnim slojem, različne umetnosti pa so postale bolj opredeljene, ko se je ta prepad povečeval. Pojavilo se je več različnih vrst kabukija. Nekateri, kot je šibaraku, so bili na voljo samo v določenem letnem času, medtem ko so nekatera podjetja nastopala samo za plemiče. Modni trendi, satiriziranje lokalnih novic in oglasi so bili pogosto tudi del kabuki gledališča. Najbolj priljubljen šport je bil sumo.
Prehranjevanje zunaj je postalo priljubljeno zaradi urbanizacije. Posebej priljubljene med navadnimi ljudmi so bile stojnice s hitro hrano, kot so soba, suši, tempura in unagi, restavracije s tofujem, čajnice in izakaja (pubi v japonskem slogu). Številni rjotei so bili odprti tudi za strežbo vrhunske hrane. Ljudje so uživali v jedi v restavracijah tako, da so kupovali knjige z ocenami restavracij, ki so posnemale sumo uvrstitve.
Tudi vrtnarjenje je bilo priljubljena zabava ljudi tistega časa. Zlasti v Edu so bile zbrane rezidence daimjo (fevdalcev) vsake domene in obstajalo je veliko vrtnarjev, ki so upravljali te vrtove, kar je pripeljalo do razvoja hortikulturnih tehnik. Pri ljudeh so bili še posebej priljubljeni češnjevi cvetovi, jutranji slamniki, japonske perunike (Iris laevigata) in krizanteme, priljubljen pa je postal bonsaj v globokih lončkih. Ne samo, da so ljudje kupovali rastline in cenili rože, ampak so se navduševali tudi nad izboljšanjem sort cvetja, zato so druga za drugo izhajale specializirane knjige. Na primer, Macudaira Sadatomo je pridelal 300 vrst perunik in izdal tehnično knjigo.
Potovanje je med ljudmi postalo priljubljeno zaradi izboljšanja cest in poštnih mest. Glavni cilji so bili znani templji in šintoistična svetišča po vsej državi, jedača in pijača v gostilnah ter prostitucija pa sta bili ena glavnih atrakcij. Najbolj pa so ljudje občudovali obisk Velikega svetišča Ise in vrha gore Fudži, ki veljata za najbolj sveti kraj na Japonskem. Zlasti Vveliko svetišče Ise je obiskalo ogromno obiskovalcev, zgodovinski dokumenti pa poročajo, da je leta 1625 svetišče v 50 dneh obiskalo 3,62 milijona ljudi, leta 1829 pa 1,18 milijona ljudi v treh dneh, ko je veliki festival potekal vsakih 20. leta (Šikinen Sengu). Za ljudi, ki so živeli v oddaljenih območjih, je bil to dogodek enkrat v življenju, zato so za vsako vas ustanovili skupni sklad, prihranili potne stroške in se odpravili na skupinski izlet. Lokalni prebivalci Velikega svetišča Ise in gore Fudži so pošiljali specializirano osebje za oglaševanje v različne dele Japonske, da bi pridobili izlete v lokalna območja, da bi zaslužili s turizmom.
- Bralno stojalo z goro Jošino, okrašeno z lakom v tehniki maki-e. 18. stoletje
- Ukijo-e, ki temelji na kabuki igralcih, je postal priljubljen. Ičikava Dandžūrō V v priljubljeni kabuki igri Šibaraku, Utagava Kunimasa, 1796
- Ukijo-e, ki prikazuje suši, Utagava Hirošige
- Mesto vkrcanja na trajekt na reki Mija, ki je polna ljudi, ki obiščejo Veliko svetišče Ise. avtor Hirošige

### Moda
Oblačila so pridobila najrazličnejše oblike in dekorativne tehnike, zlasti kimono, ki ga nosijo ženske. Glavni porabniki kimona so bili samuraji, ki so uporabljali razkošna oblačila in drugo materialno razkošje, da bi označili svoje mesto na vrhu družbenega reda. Zaradi tega povpraševanja je tekstilna industrija rasla in uporabljala vse bolj sofisticirane metode tkanja, barvanja in vezenja. V tem obdobju so ženske sprejele svetlejše barve in drznejše modele, medtem ko so bili ženski in moški kimoni zelo podobni. Vzpon trgovskega razreda je spodbudil večje povpraševanje po dovršenih kostumih. Medtem ko so običajne kimone običajno ustvarile ženske doma, so luksuzne svilene kimone oblikovali in ustvarili specializirani umetniki, ki so bili običajno moški.
Nekakšen kimono, značilen za vojaško elito, je gošodoki ali »slog dvorne palače«, ki bi ga nosili v rezidenci vojaškega voditelja (šōguna ali daimjoja). Ti bi imeli krajinske prizore, med katerimi so tudi drugi motivi, ki se običajno nanašajo na klasično literaturo. Moški samuraji bi se oblačili v bolj skromen dizajn z geometrijskimi vzorci, skoncentriranimi okoli pasu. Jogi ali spalni kimono je gosta vatirana oblika nosljive posteljnine, običajno preprostega dizajna.
Slog, imenovan cuma mojō, je imel bogato dekoracijo le od pasu navzdol ter družinske embleme na vratu in ramenih. Nosile bi jih ženske iz trgovskega razreda. Kimoni žensk iz trgovskega razreda so bili bolj umirjeni kot kimoni samurajev, a še vedno z drznimi barvami in dizajni, ki predstavljajo naravo. Rdeča je bila priljubljena barva za bogate ženske, deloma zaradi svoje kulturne povezanosti z mladostjo in strastjo, deloma pa zato, ker je bilo barvilo – pridobljeno iz žafranike  – zelo drago, zato je bilo svetlo rdeče oblačilo razkošen prikaz bogastva. Indijske tkanine, ki so jih na Japonsko prinesli nizozemski uvozniki, so bile sprejete z navdušenjem in so našle številne uporabe. Japonski oblikovalci so začeli tiskati dizajne, na katere so vplivali indijski vzorci. Nekatera oblačila so bila izdelana iz blaga, uvoženega iz Britanije ali Francije. Lastništvo teh eksotičnih tekstilij je pomenilo bogastvo in okus, vendar so jih nosili kot spodnje perilo, kjer dizajni niso bili vidni. 
Inro in necuke sta postala priljubljena med moškimi kot dodatka. Prvotno je bil inro prenosni kovček za pritrditev pečata ali zdravila, necuke pa je bil pritrdilni element, pritrjen na kovček, in oboje je bilo praktično orodje. Vendar pa so se od sredine obdobja Edo pojavili izdelki z visoko umetniško vrednostjo, ki so postali priljubljeni kot moški dodatki. Zlasti samuraji in bogati trgovci so tekmovali za nakup inra visoke umetniške vrednosti. Ob koncu obdobja Edo se je umetniška vrednost še povečala in začeli so ga obravnavati kot umetniško zbirko.
- Moda
- Inro in necuke, 18. stoletje
- Ženska moda v 17. stoletju Utagava Tojokunija

## Konec šogunata

### Zaton Tokugave
Konec tega obdobja se posebej imenuje pozni šogunat Tokugava. Vzrok za konec tega obdobja je sporen, vendar se o njem govori kot o vsiljevanju odpiranja Japonske svetu s strani Commodorja Matthewa Perryja iz ameriške mornarice, čigar armada (Japonci jo poznajo kot »črne ladje«) je streljala z orožjem iz zaliva Edo. Ustvarjenih je bilo več umetnih kopenskih mas, da bi blokirali doseg armade, in to ozemlje ostaja v tem, kar se trenutno imenuje okrožje Odaiba.
Tokugava na koncu ni propadel samo zaradi notranjih napak. Tuji vdori so pomagali pospešiti zapleten politični boj med bakufujem in koalicijo njegovih kritikov. Kontinuiteta gibanja proti bakufuju sredi 19. stoletja je končno zrušila Tokugavo. Zgodovinarji menijo, da je glavni dejavnik, ki je prispeval k zatonu Tokugave, »slabo upravljanje centralne vlade s strani šoguna, zaradi česar so družbeni razredi na Japonskem razpadli«. poskušal omejiti družinsko kopičenje bogastva in spodbujal politiko »nazaj k zemlji«, v kateri je bil kmet, končni proizvajalec, idealna oseba v družbi.
Življenjski standard prebivalcev mest in podeželja se je v obdobju Tokugava močno povečal. Na voljo so bila boljša sredstva za pridelavo pridelkov, transport, stanovanja, hrana in zabava, prav tako več prostega časa, vsaj za prebivalce mest. Stopnja pismenosti je bila visoka za predindustrijsko družbo (po nekaterih ocenah je bila stopnja pismenosti v mestu Edo 80-odstotna), kulturne vrednote pa so bile redefinirane in razširjene v razredih samurajev in čōninov. Kljub ponovnemu pojavu cehov so gospodarske dejavnosti močno presegle omejevalno naravo cehov, razširila se je trgovina in razvilo denarno gospodarstvo. Čeprav je vlada močno omejevala trgovce in jih gledala kot na neproduktivne in oderuške člane družbe, so bili samuraji, ki so se postopoma ločili od svojih podeželskih vezi, močno odvisni od trgovcev in obrtnikov glede potrošniškega blaga, umetniških interesov in posojil. Na ta način je prišlo do subtilne subverzije bojevniškega razreda s strani chōnina.
Nastal je boj zaradi političnih omejitev, ki jih je šogun naložil podjetniškemu razredu. Vladni ideal agrarne družbe ni ustrezal realnosti komercialne distribucije. Razvila se je ogromna vladna birokracija, ki je zdaj stagnirala zaradi svojega neskladja z novim in razvijajočim se družbenim redom. Razmere so se poslabšale zaradi tega, ker se je v prvi polovici obdobja Tokugava znatno povečalo število prebivalcev. Čeprav sta obseg in stopnje rasti negotovi, je bilo ob prvem državnem popisu prebivalstva leta 1721 vsaj 26 milijonov navadnih prebivalcev in približno štiri milijone članov samurajskih družin ter njihovih spremljevalcev. Suša, ki sta ji sledila pomanjkanje pridelka in lakota, je povzročila dvajset velikih lakote med letoma 1675 in 1837. V obdobju Tokugava je bilo 154 lakot, od katerih jih je bilo 21 razširjenih in resnih.
Velika lakota Tenmei (1782 do 1788) je bila najhujša lakota v obdobju Edo. Številni pridelki so bili poškodovani zaradi slabega vremena, resnega mraza in izbruha gore Asama leta 1783. Dejavnik, ki je poslabšal veliko lakoto Tenmei, je bil padec globalnih temperatur zaradi izbruha islandskega vulkana Laki leta 1783. Širjenje lakote je bilo v veliki meri posledica slabega upravljanja šogunata in klana.
Kmečki nemiri so naraščali in proti koncu 18. stoletja so množični protesti zaradi davkov in pomanjkanja hrane postali običajni. Družine, ki so bile na novo brez zemlje, so postale kmetje najemniki, medtem ko so se razseljeni podeželski revni preselili v mesta. Ko se je bogastvo prej premožnih družin zmanjšalo, so se drugi preselili, da bi kopičili zemljo, in pojavil se je nov, premožen kmetijski razred. Tisti, ki so imeli koristi, so lahko diverzificirali proizvodnjo in zaposlili delavce, drugi pa so ostali nezadovoljni. Mnogi samuraji so zašli v težke čase in so bili prisiljeni v obrtno proizvodnjo in mezdna dela za trgovce.
Čeprav je Japonska lahko pridobila in izpopolnila široko paleto znanstvenih spoznanj, je hitra industrializacija Zahoda v 18. stoletju ustvarila materialno vrzel v smislu tehnologij in oborožitve med Japonsko in Zahodom, zaradi česar je morala opustiti svojo politiko osamitve, ki je prispeval h koncu režima Tokugawa.
Zahodni vdori so bili v začetku 19. stoletja v porastu. Ruske vojne ladje in trgovci so posegli v Karafuto (imenovan Sahalin pod ruskim in sovjetskim nadzorom) in na Kurilske otoke, katerih najjužnejše Japonci štejejo za severne otoke Hokaidō. Britanska vojaška ladja je leta 1808 vplula v pristanišče Nagasaki in iskala sovražne nizozemske ladje, druge vojne ladje in kitolovke pa so v japonskih vodah vse pogosteje videli v 1810-ih in 1820-ih. Na japonske obale so pripluli tudi kitolovci in trgovske ladje iz ZDA. Čeprav so Japonci naredili nekaj manjših koncesij in dovolili nekaj pristankov, so večinoma poskušali preprečiti vstop vseh tujcev, včasih pa so uporabili tudi silo. Rangaku je postal ključnega pomena ne samo pri razumevanju tujih »barbarov«, ampak tudi pri uporabi znanja, pridobljenega z Zahoda, da se jim ubrani.
Do leta 1830 je bil splošen občutek krize. Lakota in naravne nesreče so močno prizadeli, nemiri pa so leta 1837 pripeljali do kmečke vstaje proti uradnikom in trgovcem v Osaki. Čeprav je trajala le en dan, je vstaja naredila dramatičen vtis. Rešitev je prišla v obliki tradicionalnih rešitev, ki so skušale reformirati moralni razpad, namesto da bi obravnavale institucionalne težave. Šogunovi svetovalci so si prizadevali za vrnitev k borilnemu duhu, več omejitev zunanje trgovine in stikov, zatiranje rangakuja, cenzuro literature in odpravo »razkošja« v vladi in razredu samurajev. Drugi so si prizadevali za strmoglavljenje Tokugave in zagovarjali politično doktrino sonnō džōi (častiti cesarja, izgnati barbare), ki je pozivala k enotnosti pod cesarsko oblastjo in nasprotovala tujim vdorom. Bakufu je zaenkrat vztrajal med naraščajočo zaskrbljenostjo glede uspehov Zahoda pri vzpostavljanju kolonialnih enklav na Kitajskem po prvi opijski vojni 1839–1842. Ukazano je bilo več reform, zlasti v gospodarskem sektorju, da bi se Japonska okrepila pred zahodno grožnjo.
Japonska je zavrnila zahtevo ZDA, ki je močno širila svojo prisotnost v azijsko-pacifiški regiji, po vzpostavitvi diplomatskih odnosov, ko se je julija 1846 v zalivu Edo pojavil komodor James Biddle z dvema vojnima ladjama.

### Konec izolacije
Ko se je eskadrilja štirih ladij Commodorja Matthewa C. Perryja julija 1853 pojavila v zalivu Edo, je bakufu zajel nemir. Predsednik višjih svetnikov Abe Masahiro (1819–1857) je bil odgovoren za ravnanje z Američani. Ker ni imel precedensa za obvladovanje te grožnje nacionalni varnosti, je Abe poskušal uravnotežiti želje višjih svetnikov po kompromisu s tujci, cesarja, ki je želel preprečiti tujce, in daimjojev, ki so želeli iti v vojno. Zaradi pomanjkanja soglasja se je Abe odločil za kompromis tako, da je sprejel Perryjeve zahteve po odprtju Japonske za zunanjo trgovino in hkrati izvajal vojaške priprave. Marca 1854 je Pogodba o miru in prijateljstvu (ali Kanagavska pogodba) odprla dve pristanišči za ameriške ladje, ki so iskale oskrbo, zagotovila dobro ravnanje z brodolomci ameriških mornarjev in dovolila konzulu Združenih držav, da prevzame rezidenco v Šimodi, morskem pristanišču na polotoku Izu, jugozahodno od Eda. Pogodba o prijateljstvu in trgovanju med ZDA in Japonska (Harrisova pogodba), ki je odprla še več območij za ameriško trgovino, ki je bila pet let pozneje vsiljena bakufuju.
Povzročena škoda na bakufuju je bila znatna. Znižana cena zlata na Japonskem je bila takojšen, ogromen učinek. Evropski in ameriški trgovci so kupovali zlato za prvotno ceno na svetovnem trgu in ga nato prodajali Japoncem za trojno ceno. Skupaj s tem je poceni blago iz teh razvitih držav, kot je končni bombaž, preplavilo trg in mnoge Japonce prisililo v opustitev poslovanja. Razprava o vladni politiki je bila nenavadna in je zmanjšala javno kritiko bakufuja. V upanju, da bo pridobil podporo novih zaveznikov, se je Abe na osuplost fudajev posvetoval s šinpanom in tozama daimjo, kar je še bolj spodkopalo že tako oslabljen bakufu. V reformi Ansei (1854–1856) je Abe nato poskušal okrepiti režim z naročilom nizozemskih vojaških ladij in oborožitve iz Nizozemske ter gradnjo novih pristaniških obramb. Leta 1855 je bila v Nagasakiju ustanovljena mornariška šola z nizozemskimi inštruktorji, v Edu pa je bila ustanovljena vojaška šola zahodnega tipa; do naslednjega leta je vlada prevajala zahodne knjige. Nasprotovanje Abeju se je povečalo v krogih fudaijev, ki so nasprotovali odprtju svetu in leta 1855 ga je kot predsednika višjih svetnikov zamenjal Hotta Masajoši (1810–1864).
Na čelu disidentske frakcije je bil Tokugava Nariaki, ki je dolgo sprejel militantno zvestobo cesarju skupaj s čustvi proti tujini in ki je bil leta 1854 postavljen za vodjo nacionalne obrambe. Šola Mito, ki temelji na neokonfucijanskih in šintoističnih načelih – je imela za cilj obnovo cesarske institucije, obračanje Zahoda in ustanovitev svetovnega imperija pod božansko dinastijo Jamato.
V zadnjih letih Tokugava so se stiki s tujino povečali, ko je bilo podeljenih več koncesij. Nova pogodba z Združenimi državami leta 1859 je omogočila odprtje več pristanišč za diplomatske predstavnike, nenadzorovano trgovino v štirih dodatnih pristaniščih in tuea rezidence v Osaki in Edu. Utelešal je tudi koncept ekstrateritorialnosti (za tujce so veljali zakoni lastnih držav, ne pa tudi japonska zakonodaja). Hotta je izgubil podporo ključnih daimjojjev in ko je Tokugava Nariaki nasprotoval novi pogodbi, je Hotta zahteval cesarsko sankcijo. Dvorni uradniki, ki so zaznali šibkost bakufuja, so zavrnili Hottovo zahtevo in tako nenadoma prvič po mnogih stoletjih zapletli Kjoto in cesarja v notranjo politiko Japonske. Ko je šogun umrl brez dediča, se je Nariaki pritožil na sodišče, da bi podprl lastnega sina Tokugavo Jošinobuja (ali Keikija) za šoguna, kandidata, ki sta ga podpirala šinpan in tozama daimjo. Fudai pa je zmagal v boju za oblast, postavil Tokugavo Jošitomija, aretiral Nariakija in Keikija, usmrtil Jošida Šōina (1830–1859), vodilnega intelektualca sonnō-džōi, ki je nasprotoval ameriški pogodbi in načrtoval revolucijo proti bakufuju, ter podpisal pogodbe z Združenimi državami in petimi drugimi državami ter tako končala več kot 200-letno izključenost.
Nekateri učenjaki so predlagali, da je bilo več dogodkov, ki so spodbudili to odprtje Japonske. Jošimune, osmi Tokugava, šōgun od 1716 do 1745, je začel prve reforme Kjōhō v poskusu pridobiti več prihodkov za vlado. V letih 1767 do 1786 je Tanuma Okicugu sprožil nekaj neortodoksnih gospodarskih reform za povečanje vladnih prihodkov. To je vodilo njegove konservativne nasprotnike, da so ga napadli in prevzeli njegov položaj, ko je bil osramočen prisiljen iz vlade. Podobno je Macudaira Sadanobu v letih 1787–1793 sprožil reforme Kansei, da bi stabiliziral cene riža, zmanjšal državne stroške in povečal prihodke. Končna gospodarska reforma obdobja Tenpō 1841–1843 je imela podobne cilje. Večina jih je bila neučinkovitih in so delovale le na nekaterih področjih. Te gospodarske pomanjkljivosti bi bile tudi sila pri odpiranju Japonske, saj so japonski poslovneži želeli večje trge. Nekateri učenjaki opozarjajo tudi na notranji aktivizem za politične spremembe. Šola Mito je bila dolgo dejavna sila pri zahtevanju političnih sprememb, kot je obnovitev pooblastil cesarja. To jezo lahko vidimo tudi v poeziji Macuo Taseko (ženske, ki je gojila sviloprejke v dolini Ina) iz Šole nacionalnega učenja Hirata Acutane.
To je navdihnilo številne aktiviste proti Tokugavi, saj so bakufu očitali siromašenje ljudi in sramotenje cesarja.

### Bakumacu modernizacija in konflikti
V zadnjih letih bakufuja ali bakumacuja je ta sprejel odločne ukrepe, da bi poskušal ponovno uveljaviti svojo prevlado, čeprav je zaradi vpletenosti v modernizacijo in tuje sile postal tarča protizahodnih čustev po vsej državi.
Modernizirali sta se vojska in mornarica. Šola za pomorsko usposabljanje je bila ustanovljena v Nagasakiju leta 1855. Študente mornarice so za več let pošiljali na študij v zahodne pomorske šole, s čimer se je začela tradicija v tujini izobraženih bodočih voditeljev, kot je admiral Enomoto. Francoski pomorski inženirji so bili najeti za gradnjo pomorskih arzenalov, kot sta Jokosuka in Nagasaki. Do konca šogunata Tokugava leta 1867 je imela japonska mornarica že osem parnih vojnih ladij zahodnega tipa okoli paradne ladje Kaijō Maru, ki so bile uporabljene proti proimperialnim silam med Bošinsko vojno pod poveljstvom admirala Enomota. Ustanovljena je bila francoska vojaška misija, da bi pomagala posodobiti vojske bakufuja.
Skrajneži so spoštovali cesarja kot simbol enotnosti in izvajali nasilje in smrt proti oblastem bakufu in han ter tujcem. Povračilo tuje mornarice v vojni Anglo-Sacuma je privedlo do še ene koncesijske trgovinske pogodbe leta 1865, vendar Jošitomi ni mogel uveljaviti zahodnih pogodb. Vojska bakufu je bila poražena, ko je bila leta 1866 poslana, da bi zatrla nestrinjanje v domenah Sacuma in Čōšū. Končno je leta 1867 cesar Komei umrl in nasledil ga je njegov mladoletni sin, cesar Meidži.
Tokugava Jošinobu je nerad postal vodja hiše Tokugava in šogun. Poskušal je reorganizirati vlado pod cesarjem, hkrati pa ohraniti vodilno vlogo šoguna. V strahu pred naraščajočo močjo daimjojev Sacuma in Čōšū so drugi daimjo pozvali k vrnitvi politične moči šōguna cesarju in svetu daimjojev, ki mu je predsedoval nekdanji šōgun Tokugava. Jošinobu je sprejel načrt konec leta 1867 in odstopil ter napovedal »cesarsko obnovo«. Sacuma, Čošu in drugi han voditelji ter radikalni dvorjani pa so se uprli, zavzeli cesarsko palačo in 3. januarja 1868 napovedali lastno obnovo.
Po Bošinski vojni (1868–1869) je bil bakufu ukinjen, Jošinobu pa znižan na navadnega daimjo. Odpor se je na severu nadaljeval vse leto 1868 in mornariške sile bakufu pod vodstvom admirala Enomota Takeakija so se še šest mesecev obdržale na Hokaidu, kjer so ustanovile kratkotrajno republiko Ezo.

## Dogodki
- 1600: Bitka pri Sekigahari. Tokugava Iejasu premaga koalicijo daimjojev in vzpostavi hegemonijo nad večino Japonske.
- 1603: cesar za šoguna imenuje Tokugavo Iejasuja, ki svojo vlado preseli v Edo (Tokio) in ustanovi klan šogunov Tokugava.
- 1605: Tokugava Iejasu odstopi s položaja šoguna in nasledi ga njegov sin Tokugava Hidetada.
- 1607: korejska dinastija Joseon pošlje veleposlaništvo v šogunat Tokugava.
- 1611: Otočje Rjukju postane vazalna država domene Sacuma.
- 1614: Tokugava Iejasu prepove krščanstvo na Japonskem.
- 1615: Bitka pri Osaki. Tokugava Iejasu premaga grad Osaka, vse nasprotovanje sil, zvestih družini Tojotomi. Oblast Tokugava postane najpomembnejša po vsej Japonski.
- 1616: Tokugava Iejasu umre.
- 1620: Po smrti Iejasuja se število kmetov in čōninov poveča
- 1623: Tokugava Iemicu postane tretji šogun.
- 1633: Iemicu prepove potovanje v tujino in branje tujih knjig.
- 1635: Iemicu formalizira sistem obveznega nadomestnega prebivališča (sankin-kotai) v Edu.
- 1637: Šimabarski upor (1637–38), ki so ga sprožili preveč obdavčeni kmetje.
- 1638: Iemicu prepove gradnjo ladij.
- 1639: Dokončani so edikti o vzpostavitvi nacionalne osamitve (Sakoku Rei). Vsem zahodnjakom razen Nizozemcem je prepovedan vstop na Japonsko.
- 1641: Iemicu prepove vstop na Japonsko vsem tujcem, razen Kitajcem, Korejcem in Nizozemcem.
- 1657: Veliki požar Meireki uniči večji del mesta Edo.
- 1700: Kabuki in ukijo-e postaneta priljubljena
- 1707: Izbruh Hoei.
- 1774: Sugita Genpaku in Maeno Rjotaku izdata anatomsko besedilo Kaitai Šinšo, prvi popolni japonski prevod zahodnega medicinskega dela.
- 1787: Macudaira Sadanobu postane višji šogunski svetnik in uvede reforme Kansei.
- 1792: Ruski odposlanec Adam Laxman prispe v Nemuro v vzhodnem Ezu (danes Hokaido).
- 1804: Ruski odposlanec Nikolaj Rezanov doseže Nagasaki in si neuspešno prizadeva za vzpostavitev trgovinskih odnosov z Japonsko.
- 1837: Upor Ōšia Heihačira.
- 1841: reforme Tenpo.
- 1853: Eskadrilja štirih ladij ameriškega mornariškega komodorja Matthewa C. Perryja se je pojavila v zalivu Edo (Tokijski zaliv).
- 1854: ZDA prisilijo Japonsko, da podpiše trgovinski sporazum (»pogodba iz Kanagave«), ki po dveh stoletjih ponovno odpre Japonsko za tujce.
- 1855: Rusija in Japonska vzpostavita diplomatske odnose.
- 1860: Incident Sakuradamon.
- 1864: britanske, francoske, nizozemske in ameriške vojne ladje bombardirajo Šimonoseki in odprejo več japonskih pristanišč za tujce.
- 1868: Tokugava Jošinobu odstopi, klan Tokugava se konča in cesar (ali mikado) Meidži je obnovljen, vendar s prestolnico v Edu/Tokiu in božanskimi atributi.

## Splošni in citirani viri
- Birmingham Museum of Art (2010), Birmingham Museum of Art: guide to the collection, Birmingham, Alabama: Birmingham Museum of Art, ISBN 978-1-904832-77-5
- Beasley, William G. (1972), The Meiji Restoration, Stanford, California: Stanford University Press, ISBN 0-8047-0815-0
- Diamond, Jared (2005), Collapse: How Societies Choose to Fail or Succeed, New York, N.Y.: Penguin Books, ISBN 0-14-303655-6
- Frédéric, Louis (2002), Japan Encyclopedia, Harvard University Press Reference Library, Belknap, ISBN 9780674017535
- Flath, David (2000), The Japanese Economy, New York: Oxford University Press, ISBN 0-19-877504-0
- Gordon, Andrew (2008), A Modern History of Japan: From Tokugawa Times to Present (Second izd.), New York: Oxford University press, ISBN 978-0-19-533922-2, arhivirano iz prvotnega spletišča dne 6. februarja 2010
- Hall, J.W.; McClain, J.L. (1991), The Cambridge History of Japan, The Cambridge History of Japan, Cambridge University Press, ISBN 9780521223553
- Iwao, Nagasaki (2015). »Clad in the aesthetics of tradition: from kosode to kimono«.  V Jackson, Anna (ur.). Kimono: the art and evolution of Japanese fashion. London: Thames & Hudson. str. 8–11. ISBN 9780500518021. OCLC 990574229.
- Jackson, Anna (2015). »Dress in the Edo period: the evolution of fashion«.  V Jackson, Anna (ur.). Kimono: the art and evolution of Japanese fashion. London: Thames & Hudson. str. 20–103. ISBN 9780500518021. OCLC 990574229.
- Jansen, Marius B. (2002), The Making of Modern Japan (Paperback izd.), Belknap Press of Harvard University Press, ISBN 0-674-00991-6
- Lewis, James Bryant (2003), Frontier Contact Between Choson Korea and Tokugawa Japan, London: Routledge, ISBN 0-7007-1301-8
- Longstreet, Stephen; Longstreet, Ethel (1989), Yoshiwara: the pleasure quarters of old Tokyo, Yenbooks, Rutland, Vermont: Tuttle Publishing, ISBN 0-8048-1599-2
- Seigle, Cecilia Segawa (1993), Yoshiwara: The Glittering World of the Japanese Courtesan, Honolulu, Hawaii: University of Hawaii Press, ISBN 0-8248-1488-6
- Totman, Conrad (2000), A history of Japan (2. izd.), Oxford: Blackwell, ISBN 9780631214472